# کدروفی، اوبلاست تومسک
شهر کدروفی، اوبلاست تومسک (به روسی: Кедровый) در کشور روسیه و در اوبلاست تومسک واقع شده‌است.